# Haripur, Indien
Haripur är en ort i Indien.   Den ligger i distriktet Hugli och delstaten Västbengalen, i den östra delen av landet, 1 300 km sydost om huvudstaden New Delhi. Haripur ligger 17 meter över havet och antalet invånare är 7 327.
Terrängen runt Haripur är mycket platt. Runt Haripur är det mycket tätbefolkat, med 1 221 invånare per kvadratkilometer. Närmaste större samhälle är Chandannagar, 16,1 km sydost om Haripur. Trakten runt Haripur består till största delen av jordbruksmark.